# Ecnomus dinderessoi
Ecnomus dinderessoi är en nattsländeart som beskrevs av Gibon, Guenda och Coulibaly 1994. Ecnomus dinderessoi ingår i släktet Ecnomus och familjen trattnattsländor. Inga underarter finns listade i Catalogue of Life.